# Jagüey Blanco
Jagüey Blanco es una localidad de México localizada en el municipio de Mixquiahuala de Juárez en el estado de Hidalgo.

## Geografía
Se encuentra en la región geográfica del Valle del Mezquital; a la localidad le corresponden las coordenadas geográficas 20° 16’ 36.92” de latitud norte y 99° 09’ 05.972” de longitud oeste, con una altitud de 2007 m s. n. m. Cuenta con un clima semiseco templado.
En cuanto a fisiografía se encuentra en la provincia de la Eje Neovolcánico, dentro de la subprovincia de Sierras y Llanuras de Querétaro e Hidalgo; su terreno es de llanura. En lo que respecta a la hidrología se encuentra posicionado en la región del Pánuco, dentro de la cuenca el río Moctezuma, y en la subcuenca del río Tula.

## Demografía
En 2020 registró una población de 1490 personas, lo que corresponde al 3.16 % de la población municipal.> De los cuales 736 son hombres y 754 son mujeres.
| Gráfica de evolución demográfica de Jagüey Blanco entre 1910 y 2020 |
|                                                                     |
| Población registrada por los censos y conteos del INEGI.            |